# Розетка
Вижте пояснителната страница за други значения на Розетка.
Розетка (лат. rosula), също листна розетка – е кръговидното разположение на листата на някои растения, когато стъблото е с много близки листни възли и къси или почти невидими междувъзлия. Междувъзлията се образуват от раздалечаване на листните зачатъци, а листните възли се получават при надебеляване на местата, в които се захващат листата.